# Schiffssetzungen von Follingbo

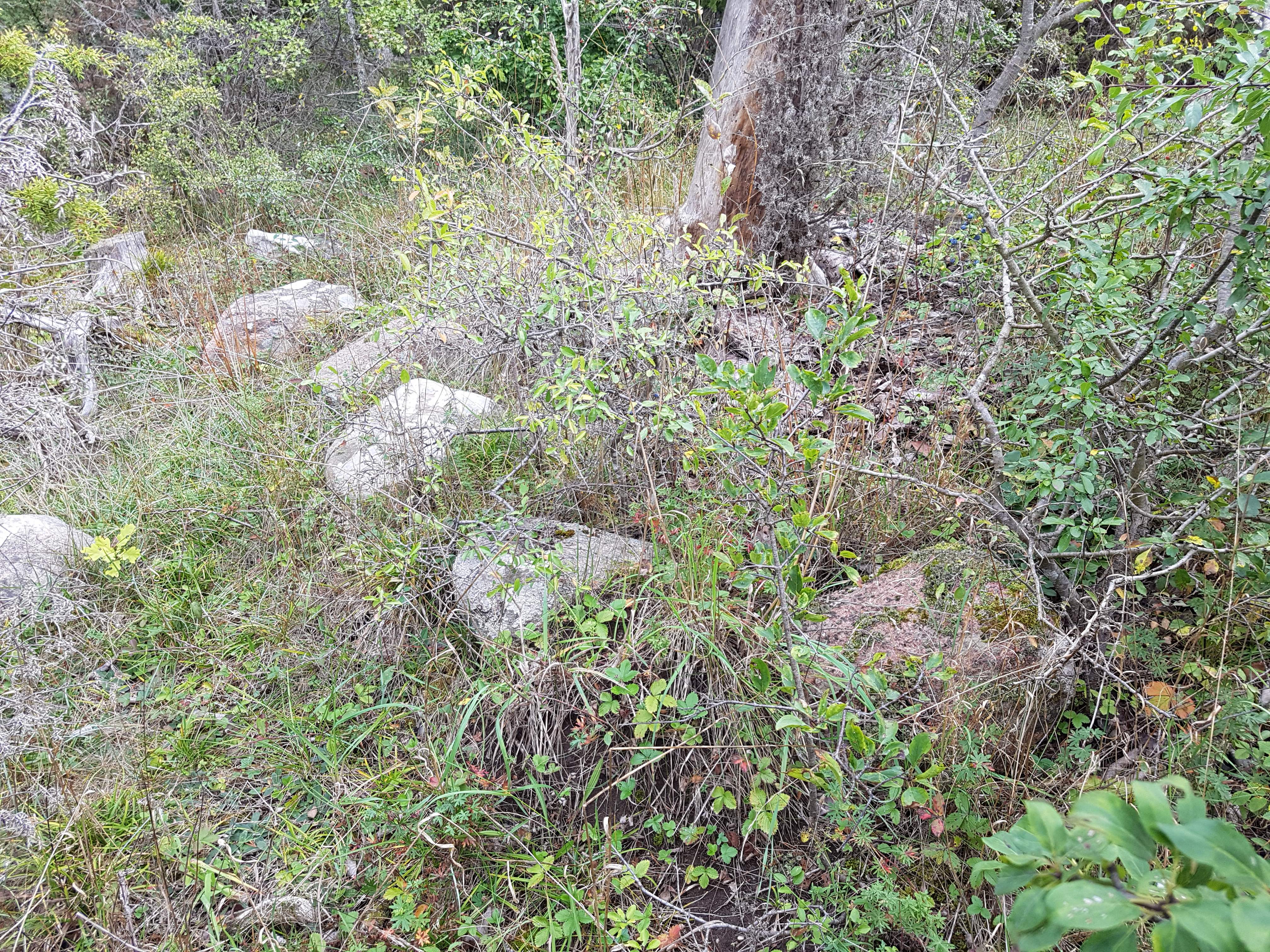
Schiffssetzung von Follingbo

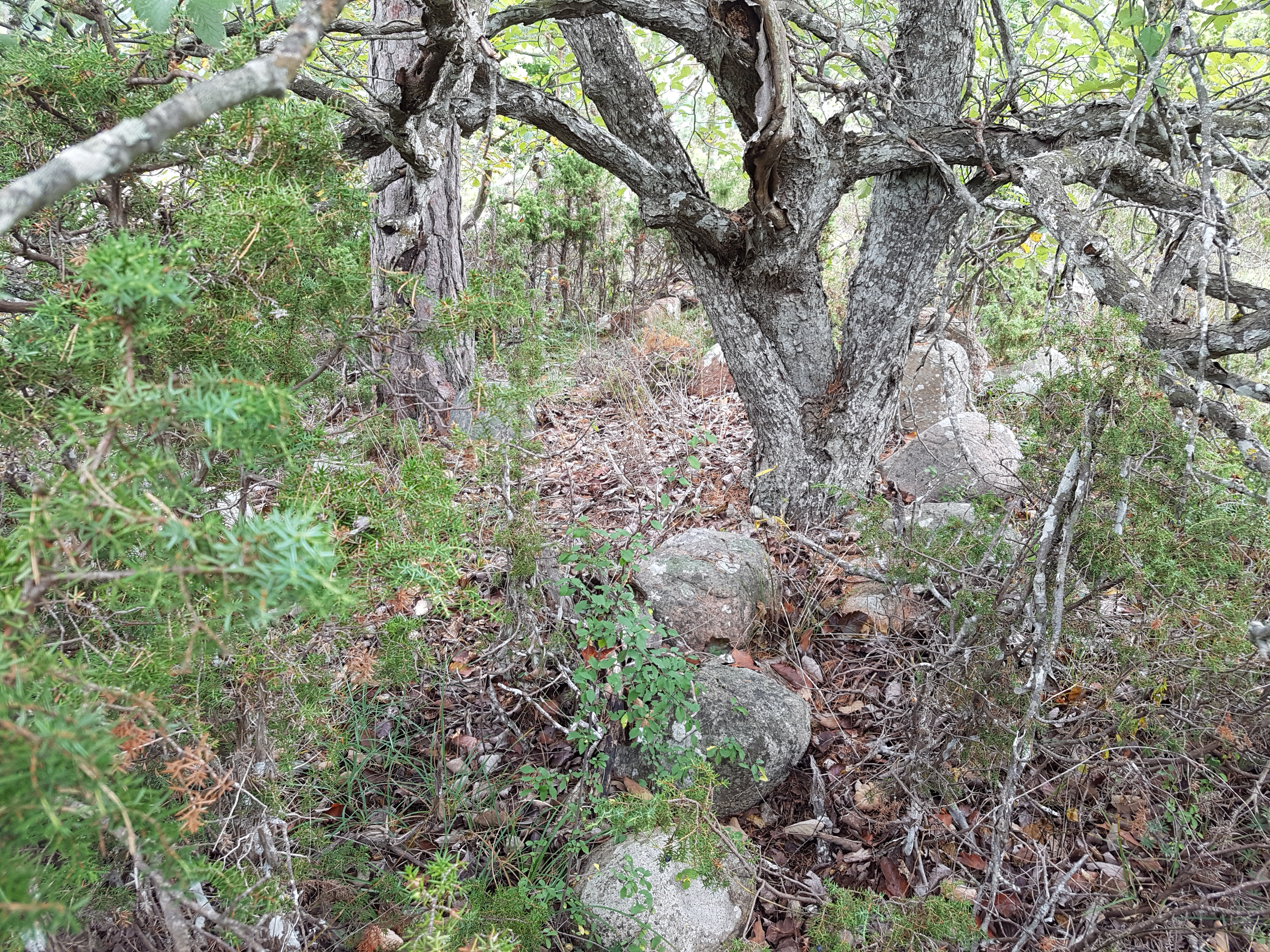
Schiffssetzung von Follingbo

Die Schiffssetzungen von Follingbo liegen auf einem etwa 60 × 18 m messenden, von Nordost nach Südwest ausgerichteten Gräberfeld nahe der Rennbahn Visbytravet, südlich von Visby auf der schwedischen Insel Gotland. Die nur teilweise sichtbaren Reste sind mit Kiefern und Büschen bedeckt.
Das Gräberfeld besteht aus drei überwachsenen Schiffssetzungen (schwedisch skeppssättning) und zwei Steinkreisen.
Die erste Schiffssetzung misst etwa 33 × 5 m und ist 0,3 m hoch. Der nach Westen geneigte, südwestliche Bugstein misst 0,6 × 0,6 m und ist 1,1 m hoch. Die Steine sind aus Granit und fehlen in der Mitte des Schiffes. Die 41 Randsteine im Nordosten sind 0,3 bis 0,9 m lang und 0,2 bis 0,5 m hoch. Der nordöstliche Heckstein misst 0,6 × 0,6 m und ist 0,9 m hoch.
Eine weitere Schiffssetzung misst etwa 20 × 6 m und ist 0,3 bis 0,4 m hoch. Der südwestliche Bugstein misst 0,6 × 0,4 m und ist 0,7 m hoch.
Das dritte Schiff misst etwa 12 × 6 m und ist 0,2–0,4 m hoch mit einer Vielzahl von 0,2 bis 0,4 m großen Steinen auf der Oberfläche.
Südöstlich der mittleren Schiffssetzung liegen die nur etwa 0,1 m hohen und 0,2 bis 0,4 m langen Steine der 2,5 bis 3,5 m messenden beiden Steinkreise. Im nördlichen Steinkreis steht ein 0,6 m hoher Block.